# Walter Reed
Pour les articles homonymes, voir Walter Reed (homonymie) et Reed.
Walter Reed est un médecin militaire américain, né le 13 septembre 1851 à Belroi et mort le 23 novembre 1902 à Washington. Il est connu pour avoir démontré le rôle des moustiques dans la fièvre jaune.

## Biographie
Walter Reed est le fils d’un pasteur méthodiste, Lemuel Sutton Reed, et de Pharaba White. Après des études primaires à Charlottesville, il effectue ses études à l’université de Virginie dont il sort diplômé en 1869. Il devient interne au Brooklyn City Hospital. En 1874, lors d’un voyage pour rendre visite à son père, il rencontre sa future femme, Émilie Lawrence, fille d’un planteur de Caroline du Nord.
Reed décide alors d’entrer à l’armée pour la sécurité qu’elle lui offre. Il devient, après des examens, premier-lieutenant. Commence alors une vie de garnison, il passe cinq ans à Fort Lowell et Fort Apache. Il est promu capitaine et est transféré à Fort McHenry (à Baltimore). Il aborde alors l’étude de la physiologie à l'université Johns Hopkins (1881-1882). Reed part à Fort Omaha (Nebraska) puis à Mount Vernon Barracks (en) (Alabama).  En 1890, il revient à Baltimore comme officier recruteur. 
Sous la direction de William Henry Welch (1850-1934), il commence à étudier la bactériologie et la pathologie. C’est une période prospère pour la médecine à la suite des découvertes de Louis Pasteur (1822-1895) et Robert Koch (1843-1910). L’un des principaux introducteurs de la bactériologie aux États-Unis d'Amérique n’est autre qu’un proche de Reed, médecin militaire lui aussi, George Miller Sternberg (1838-1915).

## Œuvres
Pour faire face à l’épidémie de fièvre jaune qui sévissait dans le sud du pays (notamment lors de la guerre contre le Mexique) et surtout sur les troupes américaines stationnées à Cuba, un groupe de chercheurs, sous la direction de W.H. Welch, s’organise.  Reed et James Carroll (1854-1907) attribuent à la fièvre jaune, trois cent mille cas de 1793 à 1900 et une perte de cinq cents millions de dollars. La découverte, quelques années plus tôt, du rôle des moustiques dans la transmission du paludisme par Sir Ronald Ross (1857-1932), et celle de la filariose par Patrick Manson (1844-1922) orientent nettement les chercheurs de cette époque.
En 1900, une mission scientifique, conduite par Reed, se rend à Cuba : elle comprend J. Carroll (1854-1907) pour la bactériologie, Jesse William Lazear (1866-1900), chargé des expériences sur les moustiques et de Aristides Agramonte (en) (1868-1931), chargé de la pathologie. Ils rencontrent le médecin et naturaliste cubain, Carlos Finlay (1833-1915) qui travaillait sur le sujet. Peu après, le rôle du moustique Culex fasciatus (appelé depuis Ǽdes ǽgypti) est démontré. Carroll et Lazear se sont malheureusement inoculés la maladie à cause des moustiques ; Lazear en meurt.
Très vite, la paternité de la découverte du vecteur est discutée entre une tradition américaine vantant les réussites de sa médecine et de Reed en particulier (en minimisant les travaux de ses assistants comme Lazear) et une tradition cubaine qui défend les travaux de Finlay. En réalité, cette découverte est vraiment une œuvre collective où chacun contribue à sa réalisation.
Un grand établissement médical a été baptisé le Walter Reed General Hospital (Washington, D.C.) .  En outre, le Cours de Médecine Tropicale Walter Reed est aussi nommé en son honneur

## Héritage
- Walter Reed General Hospital (WRGH), Washington a ouvert ses portes le 1er mai 1909, sept ans après sa mort.
- Walter Reed Army Medical Center (WRAMC) a ouvert en 1977 comme le successeur de WRGH et fermé en 2011; il a été le  centre médical de soins tertiaires pour le monde entier de l'armée des États-Unis et a été utilisé par les membres du Congrès et des présidents.
- Walter Reed Army Institute of Research (WRAIR), près de Washington, est le plus grand centre de recherche biomédicale administré par le département de la Défense des États-Unis.
- Walter Reed National Military Medical Center, un nouveau complexe hospitalier construit sur le terrain de la National Naval Medical Center, Bethesda, Maryland, consacré en 2011.
- Cours de Médecine Tropicale Walter Reed
- Le lieu de naissance de Walter Reed, ajouté au Registre national des lieux historiques en 1973[2].
- Riverside Walter Reed Hospital à  Gloucester, Virginie (près de la maison natale de Reed) a ouvert le 13 septembre 1977.
- Le Comté d'Arlington, en Virginie a deux installations nommées d'après Reed : l'école Reed dans Westover et une communauté / centre pour personnes âgées près de Walter Reed Drive à Arlington Village.
- Walter Reed Middle School, North Hollywood, en Californie est nommé en l'honneur de Reed.
- Walter Reed Army Medical Center pompiers Washington D.C. IAFF F151
- Reed apparaît dans la sculpture  à Riverside Church, NYC. (Section 4 : "Humanitarians", plutôt que dans la section 1 : "Les médecins".)

## Sources
- (en) Biographie de l’armée américaine
- François Delaporte (1989). Histoire de la fièvre jaune. Naissance de la médecine tropicale. Payot (Paris), collection Médecine et sociétés : 182 p.  (ISBN 2-228-88223-2)